# Margny-lès-Compiègne

Margny-lès-Compiègne este o comună în departamentul Oise, Franța. În 1 ianuarie 2022 avea o populație de 8.700 de locuitori.